# Horts d'Aramunt
Els Horts d'Aramunt, també coneguts com a Hort Nou, és una partida rural formada per antics horts en part actualment abandonats del terme municipal de Conca de Dalt, al Pallars Jussà, a l'antic terme d'Aramunt, en l'àmbit del poble d'Aramunt.
Està situada al sud-oest de les Eres de la vila d'Aramunt, a la mateixa llera del riu de Carreu, a banda i banda del curs d'aigua. El Camí de Tremp limita aquesta partida pel costat de llevant i pel sud, mentre que pel nord ho fa el riu. El lloc queda afrontat, a l'altra banda del riu, amb el lloc d'Arnous, el qual, tanmateix, forma part d'aquesta mateixa partida.
Consta d'unes 2 hectàrees (2,2721) d'horts de regadiu, amb algun fragment de matolls i una petita extensió de conreu extensiu de regadiu, aproximadament d'un terç d'hectàrea. En l'època d'ampli aprofitament d'aquesta extensió de terreny, la partida estava formada per vint-i-cinc peces d'hort, la major part d'una extensió inferior als mil metres quadrats.